# Ana Lucía Martínez Maldonado
Ana Lucía Martínez Maldonado   (Guatemala, 8 de gener de 1990) és una futbolista guatemalenca que juga com a davantera al C.F. Monterrey i és capitana de la selecció femenina de Guatemala.
Martínez va jugar set anys a l'Unifut del seu país abans d'unir-se al Houston Dash de la National Women's Soccer League el juny de 2014. Després de no aconseguir entrar al primer equip es va traslladar a Espanya el novembre de 2014 i va signar un contracte amb l'equip de la segona divisió Dinamo Guadalajara. Després de marcar nou gols en la seva primera temporada, es va traslladar al Rayo Vallecano de Primera Divisió, i l'any següent va fitxar per l'Sporting Club de Huelva.